# Воронцов, Николай Павлович
Николай Павлович Воронцов (псевдонимы Дядя Коля Воронцов, Микола), род. 1 июля 1959 года, Петропавловск, Казахстан — художник-иллюстратор, карикатурист. Живёт и работает в Санкт-Петербурге. Ряд собственных книг художника переведён на корейский, болгарский и французский языки. Так же на болгарском языке издавались произведения Иана Уайброу, с иллюстрациями Воронцова.

## Биография
Родился 1 июля 1959 года. С 1985-го по 1991-й работал в газете «Ленинские искры» («Пять углов»), с 1991 года работал художником газеты «Час Пик». Сотрудничал с журналами «Баламут» и др.
Первой книгой Воронцова была книжка-раскраска «Сказки кота Васьки», выпущенная Лениздатом. Затем были «Сказка» Даниила Хармса, «Кто?» Александра Введенского, собрание сочинений Джанни Родари. В 2008 году вышла «Шкотливая энциклопедия», где Воронцов выступил уже как автор. В 2013 году Николай Воронцов начал работать над свои авторским проектом «Кот Помпон», который пользуется популярностью среди читателей.
Книги с иллюстрациями Воронцова изданы в Англии, Австралии, Франции, Португалии, Корее, Италии, Болгарии, Украине.
Особенностью иллюстраций Воронцова является подача картинки: он часто использует коллажи, постмодернизм, цитаты из книг и фильмов, по сути становясь соавтором произведения.
Член Союза художников России, участник и лауреат многочисленных выставок карикатуры в стране и по всему миру — Турция, Япония, Бельгия, Болгария, Литва, Эстония.

## Награды
| Год  | Книга                                                                 | Конкурс                                 | Итог                    |
| ---- | --------------------------------------------------------------------- | --------------------------------------- | ----------------------- |
| 1995 | «Занимательный Мюнхаузен. Пособие для начинающих баронов»             | Всероссийский конкурс «Искусство книги» | Дипломом второй степени |
| 1997 | «Маленькие, но гордые птички»                                         | Всероссийский конкурс «Искусство книги» | Дипломом первой степени |
| 2003 | «Самсон и Роберто»                                                    | «Человек книги»                         | Премия                  |
| 2009 | «Занимательный Мюнхаузен. Пособие для начинающих баронов»             | Всероссийский конкурс «Искусство книги» | Диплом                  |
| 2009 | [уточнить]                                                            | «Человек книги»                         | Премия                  |
| 2012 | «Англо-русский словарь под редакцией Волчонка»                        | «Образ книги»                           | Победа                  |
| 2014 | «Дневник кота Помпона» и «Книга о шустрой и вкусной еде кота Помпона» | «Образ книги»                           | Диплом                  |

В 2003 году Николаю Воронцову была присуждена  за «Самсона и Роберто» издательства «Азбука». В 2011 году , проиллюстрированный Воронцовым стал победителем на конкурсе.  В 2014 год  получил диплом на конкурсе «Образ книги».

### Авторские произведения
- «Шапитовка-город контрастов» Самиздат (1987)
- «Сказки кота Васьки» (1989)
- Микола Воронцов, «Маленькие, но гордые птички» (1996)
- «Цени Момент: народные частушки», для фирмы Henkel (1998)
- Коты, Шкотливая энциклопедия (2008)
- Ура, каникулы! Шкодология (2010)
- Ура, каникулы! Хахатаника (2010)
- Ура, каникулы! Кувыркатика (2011)
- Ура, каникулы! Избранное (2013)
- «А-А-Азбука дяди Коли Воронцова» (2013, второе издание 2017)
- Дядя Коля Воронцов, «Книга о вкусной и шустрой еде кота Помпона» (2014)
- Дядя Коля Воронцов, «Кот Помпон и маленькие, но гордые птички» (2014)
- Дядя Коля Воронцов, «Зачем коту английский?» (2015)
- Дядя Коля Воронцов, «Кот Помпон. Колякалки-котякалки» (2015)
- Дядя Коля Воронцов, «Дневник кота Помпона» (2015)
- Дядя Коля Воронцов, «Рисовалка кота Помпона» (2016)
- Дядя Коля Воронцов, «Помпон. Антистресс-раскраска» (2018)
- Дядя Коля Воронцов, «Помпон. Книга о вкусной и шустрой еде» (2017)
- Дядя Коля Воронцов, Большая прикольная книга кота Помпона (2018)
- Дядя Коля Воронцов, «Весёлое путешествие двух котов в гости к муравью Табси» (2018)

### Игорь Шевчук
- «Бесконечный караван» (1992)
- «Педаль от Огурца» (2011)

### Эдуард Успенский
- «Общее собрание героев том 8, Лекции профессора Чайникова» (1993)
- «Общее собрание героев том 8, Пластмассовый дедушка» (1993)

### Рудольф Эрих Распэ
- «Занимательный Мюнхаузен» (первое издание — 1995)

### Сергей Седов
- «Сказки про Змея Горыныча» (2000)
- «Сказки про королей» (2008)

### Ингвар Амбьернсен
- «Самсон и Роберто. Крутые ребята» (2002)
- «Самсон и Роберто. Неожиданное наследство» (2002)
- «Самсон и Роберто. Секрет патера Пьетро» (2002)

### Игорь Алимов
- «Пластилиновая жизнь. Арторикс» (2003)
- «Пластилиновая жизнь. Клокард» (2003)
- «Пластилиновая жизнь. Сарти (2003)

### Олег Григорьев
- «Хулиганские стихи» (2005)
- «Озорные стихи» (2009)
- «Смешно и страшно» (2010)
- «Щекотные стихи» (2011)

### Лучано Мальмузи
- «Неандертальский мальчик и Большой поход» (2005)
- «Неандертальский мальчик в школе и дома» (2006)
- «Неандертальский мальчик в школе и дома. Зимняя олимпиада» (2007)
- «Неандертальский мальчик в школе и дома. Первый звонок» (2007)
- «Неандертальский мальчик и Кроманьонцы» (2006)
- «Неандертальский мальчик и кроманьонцы. Весёлые медведи» (2007)
- «Неандертальский мальчик и кроманьонцы. К тёплому морю» (2007)
- «Неандертальский мальчик. Большой поход. Возвращение домой» (2007)
- «Неандертальский мальчик. Большой поход. Прыжок тигра» (2007)

### Иан Уайброу
- «Книга Безобразий Малютки Волка» (2006)
- «Малютка Волк. Школа привидений» (2006)
- «Малютка Волк и его команда» (2007)
- «Малютка Волк. Лесной сыщик» (2007)
- «Малютка Волк — Гроза морей» (2008)

### Григорий Остер
- «Вредные советы» (2007)
- «Вредные советы непослушным бизнесменам» (2008)
- «Книга о пище вкусной и здоровой женщины» (2009)
- «Сказка с подробностями» (2009, второе издание 2010, третье издание 2017)
- «Робинзон и тринадцать жадностей» (2011, второе издание 2017)
- «Дети и Эти 1» (2011)
- «Дети и Эти 2» (2011)
- «Дети и Эти 3» (2012)
- «Если вас зовут обедать» (2013)
- «Вредные советы жуликам и ворам» (2013)
- «38 попугаев. Новогодний пирог (2013)
- «Вредные советы. Убегая от трамвая» стихи (2014)
- «Вредные советы. 100 стихов» (2014)
- «Самые вредные советы» стихи (2015)
- «Вредные советы. Если вас поймала мама» (2015)
- «Пузыри и лужи» (2015)
- «Котлеты от жадности» (2015)
- «Кошачий задачник» (2015)
- «Вредные советы» (2015)
- Григорий Остер, «Вредные советы. Планета детворы» (2016)
- Григорий Остер, «Как подглядывать в будущее» (2016)
- «Дети и Эти 4» (2017)
- «Самые вредные советы. Самые лучшие стихи» (2017)
- «Легенды и мифы Лаврового переулка» (2017)

### Андрей Усачев
- «Кот-круглый год!» (2012)
- «Тысяча и одна мышь» (2012)
- «Вперёд, „Котобой“! или Новые приключения котов» (2020)
- «„Котобой“, или Приключения котов на море и на суше» (2020)

### Прочее
- Лев Гаврилов, «Поговорили и хватит» (1990)
- А.В.Егоров, Н.Н.Ягодкин, «Talkee talkee driver русско-англо-финский разговорник для водителя» (1996)
- Александр Колкер, «Лифт вниз не поднимает» (1998)
- Виктор Самойлович, «Гид, гидесса и турик в придачу» (2001)
- Виталий Кричевский, Russian водка (2002)
- Дмитрий Циликин, «Вопрос ниже пояса» (2002)
- Николай Голь, «Волчонок по имени Ух. Дело о пришельцах» (2005)
- Чиполлино, буклет к балету Большого Театра (2006)
- «Англо-русский словарь. 500 слов в картинках» (2009)
- Тимур Гагин, Алексей Кельин, «Книга достигатора» (2010)
- Ирина Гурина, «Азбука» (2010)
- Корней Чуковский, «Царь Пузан» (2010)
- Даниил Хармс, «Сказка» (2011)
- «Веселый англо-русский словарь. Для мальчишек и девчонок под редакцией волчонка» (2012)
- Леонид Тюхтяев, «Стихи про дирижа бли» (2012)
- Антон Соя, «Звёздочка. Лошадка, которая поёт» (2013)
- 1001 things to find. Pirates (2016)
- Маша Лукашкина, «Пират и слон» (2018)

### Интервью
- Про «Хулиганские стихи» Олега Григорьева
- Статья в Большой Энциклопедии Карикатуры
- Интервью для журнала Eclectic
- З. А. Гриценко, кандидат филологических наук, доцент, о комической графике Николая Воронцова
- Николай Воронцов: «Развлекаюсь в книге — значит существую»
- Ухмылка № 3 в реминоре. Интервью Росбалту
- Петербуржец придумал сосискомобиль и конфеты «Мышки на Севере». Интервью Комсомолке

### Статьи
Валерия Лозовская: Дядя Коля Воронцов